# Оксид нептуния(V,VI)
Оксид нептуния(V,VI) — бинарное неорганическое соединение
нептуния и кислорода
с формулой Np3O8 (NpV2NpVIO8),
тёмно-коричневые кристаллы.

## Получение
- Разложение гидроксида нептуния в токе диоксида азота:

{\displaystyle {\mathsf {3Np(OH)_{4}+2NO_{2}\ {\xrightarrow {300^{o}C}}\ Np_{3}O_{8}+6H_{2}O+2NO}}}

## Физические свойства
Оксид нептуния(V,VI) образует тёмно-коричневые кристаллы
ромбической сингонии,

параметры ячейки a = 0,6584 нм, b = 0,4086 нм, c = 0,4183 нм, Z = 2/3.
Атомы нептуния в оксиде имеют различную степень окисления NpV2NpVIO8.